# Cmentarz wojenny nr 161 – Tuchów
Cmentarz wojenny nr 161 w Tuchowie – zabytkowy cmentarz z I wojny światowej znajdujący się w Tuchowie w województwie małopolskim, w powiecie tarnowskim. Jest jednym z 400 zachodniogalicyjskich cmentarzy wojennych zbudowanych przez Oddział Grobów Wojennych C. i K. Komendantury Wojskowej w Krakowie. W VI okręgu tarnowskim cmentarzy tych jest 63.

## Opis cmentarza

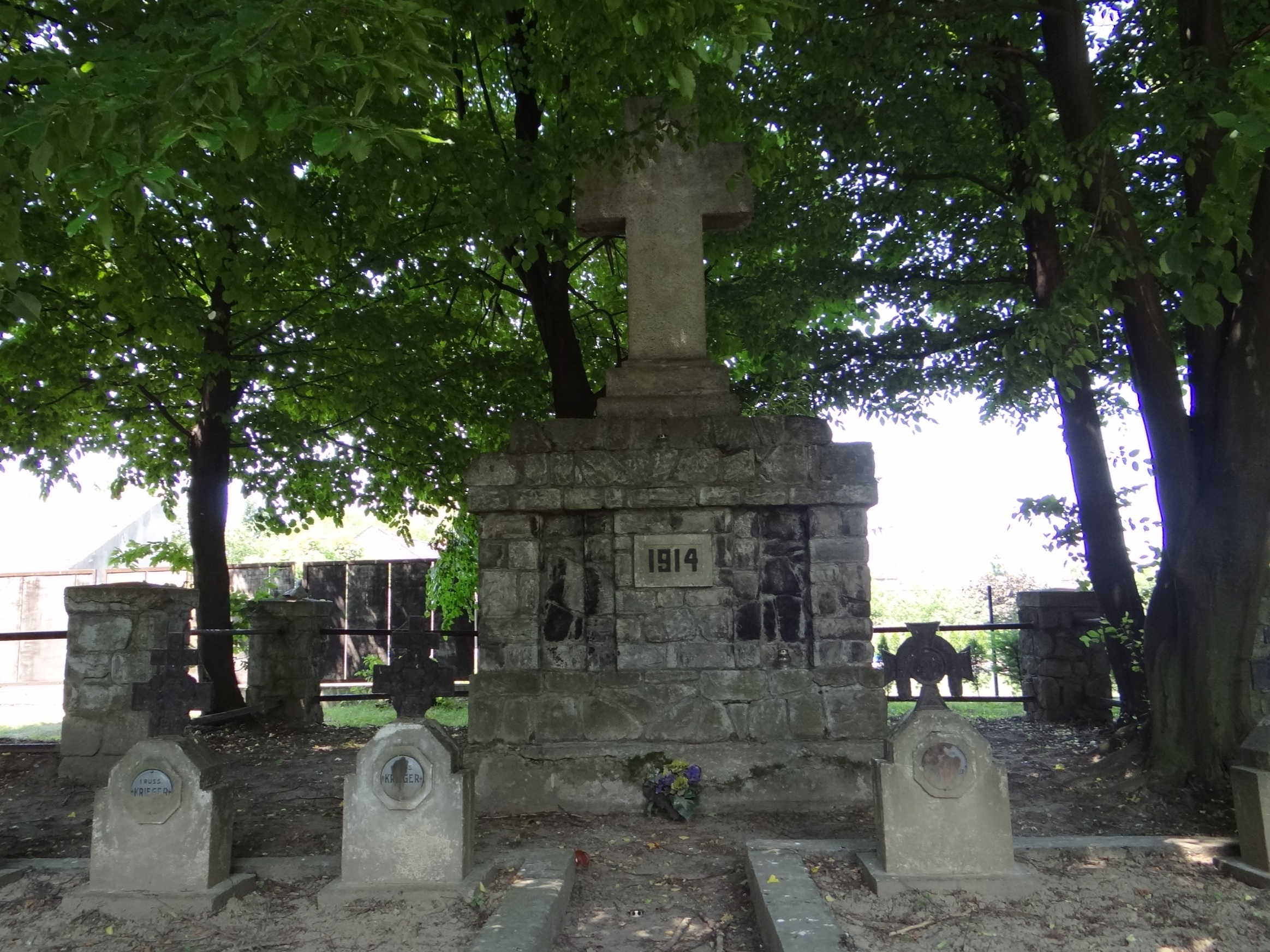
Pomnik

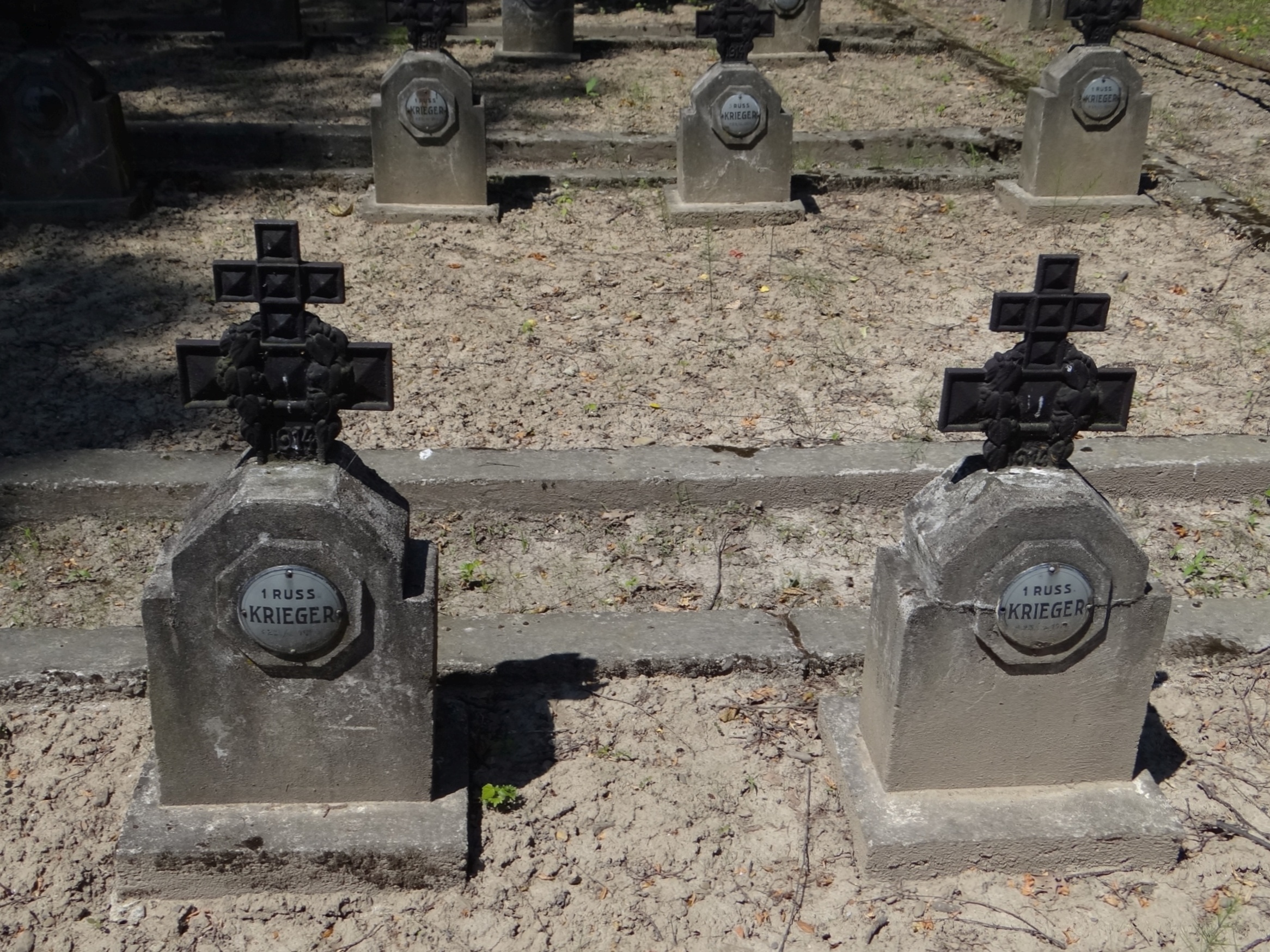
Stele z krzyżami

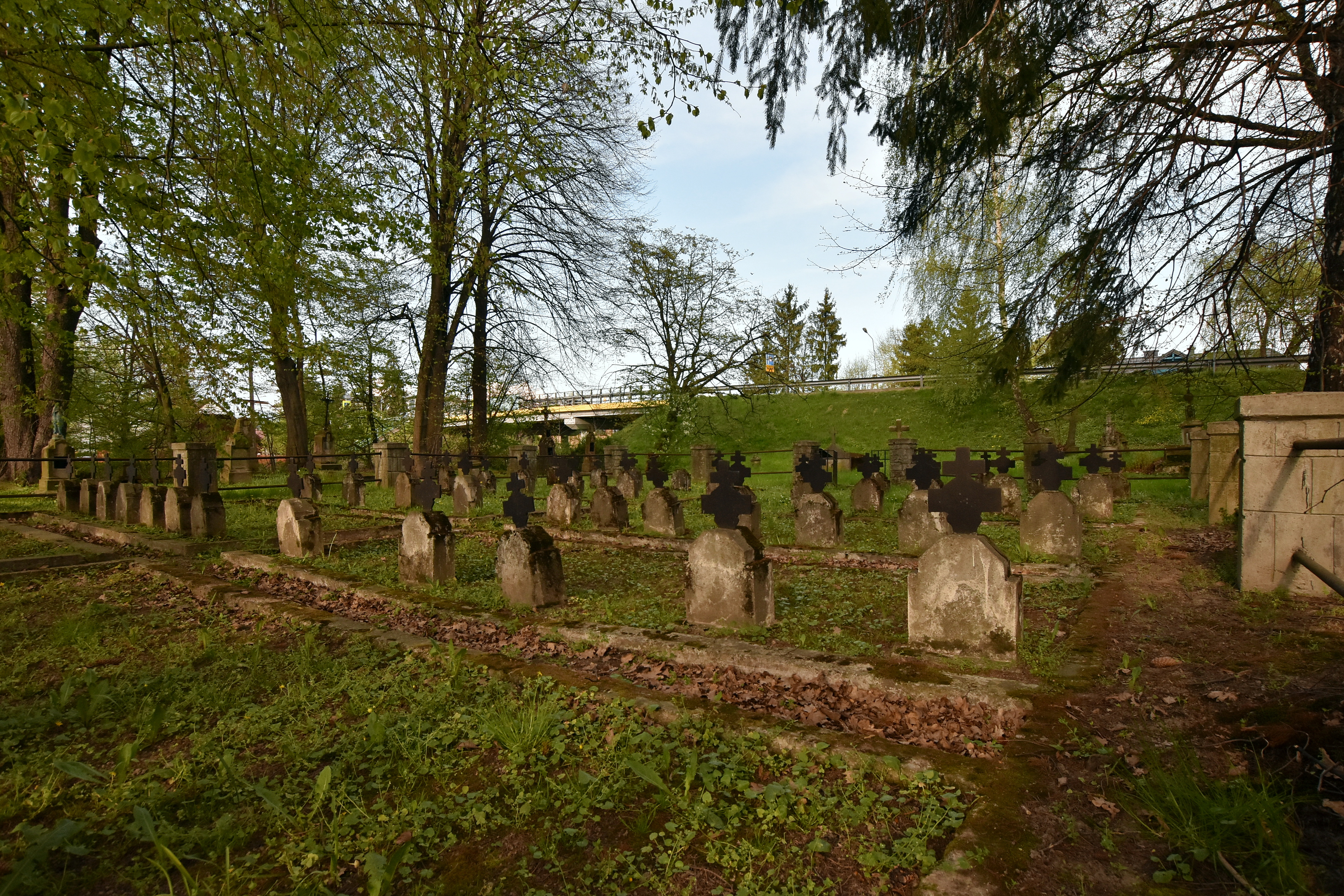
Fragment cmentarza

Zaprojektowany został przez niemieckiego architekta Heinricha Scholza jako oddzielna kwatera na starym, już wówczas nieczynnym cmentarzu parafialnym Tuchowa. Znajduje się przy wiadukcie kolejowym. Cmentarz wykonano na planie prostokąta, ale z dużym dodatkowym występem na pomnik na jego tylnej ścianie. Ogrodzenie cmentarza tworzą metalowe rury rozpięte między murowanymi z kamienia słupkami. Wejście przez dwuskrzydłową, metalową furtkę. Głównym elementem ozdobnym jest znajdujący się na przeciwległym od furtki boku cmentarza pomnik. Jest murowany z kamienia i zwieńczony betonowym krzyżem. Na przedniej ścianie posiada datę 1914.
Od furtki do ściany pomnikowej prowadzi alejka, groby żołnierzy umieszczone są symetrycznie w pięciu rzędach po obu jej stronach. Są to betonowe podmurówki wyznaczające granice mogił oraz betonowe stele z blaszanymi tabliczkami imiennymi. Nazwiska na tabliczkach nie da się jednak odczytać. Stele zwieńczone są żeliwnymi krzyżami. Są dwa rodzaje tych krzyży: maltańskie i lotaryńskie.
Na cmentarzu tym pochowano 86 żołnierzy armii rosyjskiej i 8 żołnierzy austro-węgierskich, w 44 grobach pojedynczych i 9 zbiorowych.

## Los cmentarza
Wszyscy pochowani tutaj żołnierze rosyjscy zginęli w grudniu 1914 r., ich pochówku dokonała więc armia rosyjska, która wówczas zajęła te tereny. Nazwiska tych żołnierzy nie są znane. Żołnierze austriaccy zginęli 5 maja 1915 r. podczas wielkiej ofensywy sprzymierzonych wojsk austro-węgierskich i niemieckich, znanej jako bitwa pod Gorlicami. Z nazwisk znanych jest dwóch z nich. Do budowy cmentarza Austriacy przystąpili w 1915 r. po wypędzeniu z tych terenów armii rosyjskiej. Cmentarz zachowany jest w bardzo dobrym stanie, niezniszczony został pomnik i zachowały się wszystkie krzyże na stelach. Był odnawiany. Usunięto m.in. zbyt rozrośnięty żywopłot, który zasłaniał cmentarz. Dzięki temu cmentarz widoczny jest z wiaduktu kolejowego.